# چرندیات
چرندیات (انگلیسی: Horse Feathers) یک فیلم کمدی از برادران مارکس به کارگردانی نورمن زد مک‌لئود است که در سال ۱۹۳۲ منتشر شد.
برخی از شوخی‌های این فیلم، اقتباسی از یک کمدی صحنه‌ای به نام «تفریح در های‌سکول» بود که برادران مارکس حوالی سال‌های ۱۹۰۰، آن را به صحنه برده بودند.
در سال ۲۰۰۰ میلادی، بنیاد فیلم آمریکا فهرستی از ۱۰۰ فیلم برتر کمدی را انتخاب و اعلام نمود و این فیلم را در ردهٔ شصت و پنجم این فهرست قرار داد.

## خلاصه داستان
«پروفسور کوئینسی آدامز» اخیراً به عنوان رئیس کالج هاکسلی انتخاب شده است. پسرش «فرانک» او را متقاعد می‌کند تا دو بازیکن فوتبال را استخدام کند تا کالج رقیب را شکست دهند. اما او به اشتباه «باوارلی» و «پینکی» را استخدام می‌کند و…

## بازیگران
- گروچو مارکس
- هارپو مارکس
- چیکو مارکس
- زپو مارکس
- تلما تود
- رجینالد بارلو
- نات پندلتن
- والتر برنان
- جیمز پی‌یرس
- دیوید لاندائو
- فرانک رایس